# Tranebjærg-Svejgaard-Syndrom
Das Tranebjærg-Svejgaard-Syndrom ist eine sehr seltene  angeborene, zu den Syndromalen X-chromosomalen mentalen Retardierungen zählende Erkrankung mit den Hauptmerkmalen geistige Retardierung, Krampfanfälle und Psoriasis.
Synonyme sind: Geistige Retardierung, X-chromosomale – Krämpfe – Psoriasis; englisch Mental retardation and Psoriasis
Die Bezeichnung bezieht sich auf die Erstautoren der Erstbeschreibung aus dem Jahre 1988 durch Lisbeth Tranebjærg, Arne Svejgaard und Gert Lykkesfeldt.

## Verbreitung
Die Häufigkeit wird mit unter 1 zu 1.000.000 angegeben, bislang wurde erst eine Familie beschrieben. Die Vererbung erfolgt X-chromosomal-rezessiv.

## Klinische Erscheinungen
Klinische Kriterien sind:
- Beginn in der Neugeborenenzeit oder im Kleinkindalter
- Geistige Retardierung
- Krampfleiden
- Psoriasis

## Differentialdiagnostik
Abzugrenzen ist die X-chromosomal-rezessive Ichthyose.